# Jan Lambrichs
Leonardus Joannes Antonius (Jan) Lambrichs (Bunde (gehucht Voulwames), 21 juli 1915 – Kerkrade, 28 januari 1990) was een Nederlands profwielrenner.

## Biografie
Hij was profwielrenner van 1941 tot 1954. Zijn belangrijkste successen waren een achtste plaats in de eindrangschikking van de Ronde van Frankrijk van 1939 en een derde plaats in de Ronde van Spanje van 1946. Jan Lambrichs was aanvankelijk baanrenner, hij fietste onder meer met Cor Wals, Jan Pijnenburg en Piet van Kempen. Omdat op de baan in de jaren 1930 niet veel meer te verdienen was, schakelde hij over op wegwedstrijden. Hij was een erkend tijdrijder en een redelijk goed klimmer. Zoals voor veel wielrenners gold, werd het succesvolle begin van zijn wielercarrière abrupt onderbroken door de oorlog.

## Belangrijkste uitslagen
1939
- 2e in de 2e etappe Ronde van Frankrijk
- 8e in eindklassement Ronde van Frankrijk

1944
- 2e in Oupeye

1946
- 1e in de 6e etappe Ronde van Spanje
- 1e in de 10e etappe Ronde van Spanje
- 3e in eindklassement Ronde van Spanje

1948
- 1e in 7e etappe Ronde van Nederland
- 1e in GP Rotterdam

1951
- 1e in de Ronde van de 3 Meren (Zwitserland)
- 2e in 5e etappe Ronde van Duitsland

1952
- 2e in 8e etappe Ronde van Duitsland

1953
- 1e in de Ronde van de 4 Kantons (Zwitserland)
- 2e in de Ronde van Haspengouw

1954
- 2e in de Ronde van de 4 Kantons (Zwitserland)
- 3e in de 6e etappe Ronde van Zwitserland

## Resultaten in voornaamste wedstrijden
| Jaar | Ronde van Italië | Ronde van Frankrijk | Ronde van Spanje |
| ---- | ---------------- | ------------------- | ---------------- |
| 1939 |                  | 8e                  |                  |
| 1940 |                  |                     |                  |
| 1945 |                  |                     |                  |
| 1946 |                  |                     | ↑ (1)            |
| 1949 |                  | opgave              |                  |
| 1951 |                  |                     |                  |
| 1952 |                  |                     |                  |

| Jaar | Ronde van Vlaanderen | Parijs-Roubaix | Luik-Bast.‑Luik |
| ---- | -------------------- | -------------- | --------------- |
| 1939 |                      |                | 37e             |
| 1940 | 14e                  |                |                 |
| 1945 |                      |                | 16e             |
| 1946 |                      |                |                 |
| 1949 |                      |                |                 |
| 1951 |                      | 41e            |                 |
| 1952 | 36e                  |                | 34e             |

## Ploegen
- 1938 – Individuele sponsor
- 1939 – Helyett
- 1940 – Helyett
- 1941 – Helyett
- 1942 – Helyett
- 1943 – Individuele sponsor
- 1944 – Individuele sponsor
- 1945 – Individuele sponsor
- 1945 – Garin-Wolber
- 1946 – Bloc Centauro
- 1946 – Garin-Hutchinson
- 1947 – Garin-Wolber
- 1948 – Individuele sponsor
- 1949 – Magneet TWC Maastricht
- 1950 – Magneet TWC Maastricht
- 1951 – R.I.H.
- 1951 – Patria W.K.C.
- 1951 – Ceylon
- 1951 – Prisma
- 1952 – R.I.H.
- 1952 – Venz
- 1953 – R.I.H.
- 1954 – Feru
- 1954 – R.I.H.